# يوليوس لودولف
يوليوس لودولف (26 مارس 1893 - 28 مايو 1947)، كان SS-Obersturmführer، وهو عضو في فافن إس إس وقائد معسكرات تابعة مختلفة لمعسكر اعتقال ماوتهاوزن في النمسا العليا.

## مهنة معسكر الاعتقال
عمل يوليوس لودولف في معسكرات الاعتقال من يناير 1940 إلى مايو 1945. كان في البداية قائدًا لمعسكر الاعتقال لويبل، وهو معسكر تابع لنظام معسكرات معسكر اعتقال ماوتهاوزن في جبال كارافانك. وفي أغسطس 1943 تولى منصب كارل شوبلر في المعسكر الفرعي لـGroßraming وابتداءً من مايو 1944 كان آخر قائد للمعسكر التابع ميلك التابع لشركة شتاير دايملر بوخ.

## بعد عام 1945
بعد نهاية الحرب اتهم يوليوس لودولف مع ستين من أفراد المعسكر الآخرين في محاكمات معسكر ماوتهاوزن-جوسين التي عقدت أمام محكمة عسكرية أمريكية في داخاو (جزء من محاكمات داكاو). وبصرف النظر عن الظروف العامة في المخيمات، التي كانت تحت مسؤوليته، تم اتهام لودولف بأنه قام في مناسبات مختلفة بضرب أو قتل السجناء البولنديين والروس شخصيًا بين أكتوبر 1943 - مايو 1944. لقد اتُهم أيضًا بأنه أمر في أكتوبر 1944 بقتل ستة عشر سجينًا تشيكيًا وسلوفاكيًا في المستشفى عن طريق الحقن القاتلة. وقد اتُهم بترتيب إعدام سجين روسي أُعيد القبض عليه بعد هروبه، في يوليو 1944.
سُمع كشاهد في قضيته، قال لودولف إنه لم يقتل سجينًا على الإطلاق واتخذ إجراءات على الأرجح لفرض انضباط المخيم، وأن إعدام الهاربين من المعسكرات ما كان ليحدث على عاتقه. في 13 مايو 1946، أدانت المحكمة الأمريكية في داخاو لودولف وحكمت عليه بالإعدام. بعد رفض التماس زوجته بالعفو، تم إعدام يوليوس لودولف في 28 مايو 1947 في سجن لاندسبيرج.

## روابط خارجية
- Zeitgeschichtemuseum Ebensee : Die Verhaftung von Kriegsverbrechern im Raum um Ebensee im Mai 1945 ، Artikel von Wolfgang Quatember und Susanne Rolinek mit einem Bericht über die Verhaftung von Julius Ludolf mit Fotos ( الإنجليزية : إلقاء القبض على مجرمي الحرب في منطقة 1945 في Ebensee، بقلم ولفغانغ كواتيمبر وسوزان رولينك مع تقرير عن اعتقال يوليوس لودولف بالصور. )